# Chris Lybohy
Ne doit pas être confondu avec Hervé Lybohy.
Chris Lybohy, né le 11 avril 1994 à Beauvais en France, est un footballeur nigérien qui joue au poste de milieu défensif au FC Progrès Niederkorn.
Il est le frère de Hervé Lybohy, ancien joueur de football professionnel.

## Biographie

### AC Amiens (2014-2015)
Formé au sein du club, la carrière du joueur débute à l'AC Amiens dès 2014.

### AS Beauvais (2015-2016)
En 2015, il s'engage avec l'AS Beauvais Oise, alors en CFA 2.

### Paris FC (2016-2017)
En 2016, le joueur intègre l'équipe réserve du Paris FC.

### Canet RFC (2018-2023)
En 2018, le joueur signe un contrat avec le Canet Roussillon FC, alors en National 3.

### FC Progrès Niederkorn (depuis 2023)
En 2023, le joueur signe au Luxembourg, au sein du FC Progrès Niederkorn, club de BGL Ligue.
À l'issue de sa première saison avec son nouveau club, le joueur remporte la Coupe du Luxembourg face au FC Swift Hesperange ainsi que la Supercoupe du Luxembourg la saison suivante face au FC Differdange 03.

## Palmarès
| FC Progrès Niederkorn (2) :                                                            |
| -------------------------------------------------------------------------------------- |
| - Coupe du Luxembourg - Vainqueur : 2024 - Supercoupe du Luxembourg - Vainqueur : 2024 |